# 나카사토촌 (이와테현)
나카사토촌(中里村)은 이와테현 니시이와이군에 설치되었던 촌이다.

## 지리
하천 : 기타카미 강, 이와이 강

## 연혁
- 1875년 10월 17일 - 미즈사와현에 의한 촌락 통합에 따라 나카사토 촌과 마에호리 촌이 합병해 나카사토 촌이 되고, 사쿠세 촌·히구치 촌·호소야 촌이 합병해 가와베 촌이 됨.
- 1889년 4월 1일 - 정촌제 시행에 따라 나카사토 촌과 가와베 촌이 합병해 신제의 나카사토 촌이 발족.
- 1948년 4월 1일 - 이치노세키 정·야마메 정·마타키 촌과 합병해 이치노세키 시가 됨.